# Ahn Seo-hyeon
Dans ce nom coréen, le nom de famille, Ahn, précède le nom personnel.
Ahn Seo-hyeon (hangul : 안서현), née le 12 janvier 2004, est une actrice et mannequin sud-coréenne.

## Filmographie

### Films
- 2009 : Maybe (토끼와 리저드) de Joo Ji-hong : May, jeune
- 2010 : The Housemaid (하녀) de Im Sang-soo : la fille de Hae-ra/Hoon
- 2010 : Man of Vendetta (파괴된 사나이) de Woo Min-ho : Hye-rin, jeune
- 2010 : The Murderer (황해) de Na Hong-jin : la fille du professeur
- 2011 : Sorry, Thanks (미안해, 고마워) de Yim Soon-rye, Oh Jeom-gyoon, Park Heung-sik et Song Il-gon : elle-même
- 2011 : Champ (챔프) de Lee Hwan-gyeong : une petite fille
- 2011 : Mr Idol (Mr. 아이돌) de Ra Hee-chan : Han Eun-seo
- 2014 : Monster (몬스터) de Hwang In-ho : Na-ri
- 2014 : The Divine Move (신의 한수) de Jo Beom-goo : Ryang-ryang
- 2014 : Welcome (왓니껴) de Lee Dong-sam : Hye-sook, jeune
- 2017 : Okja (옥자) de Bong Joon-ho : Mija

### Séries télévisées
- 2008 : Love and Marriage (연애결혼) de Ki Min-soo et Kim Hyoung-seok
- 2008 : Terroir (떼루아) de Kim Yeong-min : Woo-joo, jeune
- 2009 : Can Anyone Love (사랑은 아무나 하나) de Jo Nam-gook et Lee Jong-su : Ha-neul
- 2009 : Hon - Soul (혼 - 魂) de Kang Dae-seon et Kim Sang-ho : Ha-na, jeune
- 2010 : Three Sisters (세자매) de Son Jae-seong et Yoon Ryoo-hae : Yoon Goo-seul
- 2011 : Dream High (드림하이) de Kim Seong-yoon et Lee Eung-bok : Ko Hye-seong
- 2011 : Babyfaced Beauty (동안미녀) de Lee Jin-seo et Lee So-yeon : Hyeon-i
- 2011 : Heaven's Garden (천상의 화원-곰배령) de Lee Jong-han : Kang Hyeon-soo
- 2012 : Dummy Mommy (바보 엄마) de Lee Dong-hun : Park Dat-byeol
- 2013 : Shark (상어 de Park Chan-hong : Han I-Hyeon
- 2013 : Golden Rainbow (황금무지개) de Kang Dae-seon et Lee Jae-jin : Kim Sip-won
- 2014 : One Way Dandelion (일편단심 민들레) de Shin Chang-seok : Min Deul-re, jeune
- 2015 : The Village: Achiara's Secret (마을 - 아치아라의 비밀) de Lee Yong Sukn : Seo Yoo-na
- 2018 : Sweet Revenge 2 (en) (복수노트2 오지나) : Oh Ji-Na
- 2019 : Haechi (복수노트) : Kkot-nim